# Samtredia
Samtredia (georgiană სამტრედია) este un oraș în Georgia.